# Limonia erugata
Limonia erugata là một loài ruồi trong họ Limoniidae. Chúng phân bố ở miền Australasia.